# Elisa P. Knapp
Elisa Pereira Knapp ( - ) fue una botánica, micóloga, y taxonóma brasileña.
Desarrolló actividades académicas y científicas, en el Departamento de Tecnología de los Alimentos, Universidad de California en Davis, California.

## Algunas publicaciones
- elisa p. Knapp 1956. The taxonomy of yeasts found in exudates of certain trees and other natural breeding sites of some species of Drosophila. Antonie Van Leeuwenhoek Journal Microbiology & Serology: 116 - 129 resumen.

- h.l. Carson, elisa p. Knapp, h.j. Phaff 1956. Studies on the ecology of Drosophila in the Yosemite region of California. III. The yeast flora of the natural breeding sites of some species of Drosophila. Ecology 37(3):538-544.

- t. Dobzhansky, d.m. Cooper, h.j. Phaff, elisa p. Knapp, h.l. Carson 1956. Studies on the ecology of Drosophila in the Yosemite region of California. IV. Differential attraction of species of Drosophila to different species of yeasts. Ecology 37 (3): 544 - 550.

- w. Bridge Cooke, h.j. Phaff, m.w. Miller, m. Shifrine, elisa p. Knapp. 1960. Yeasts in polluted water and sewage. Mycologia 52 (2): 210 - 230 resumen.

- graham g. Stewart, inge Russell (eds.) 2013. Advances in Biotechnology: Proceedings of the Fifth International Yeast Symposium Held in London, Canada, July 20-25, 1980. V. 4 de Advances in Biotechnology. Edición revisada de Elsevier, 696 p. ISBN 1483146871, ISBN 9781483146874

- La abreviatura «E.P.Knapp» se emplea para indicar a Elisa P. Knapp como autoridad en la descripción y clasificación científica de los vegetales.[4]